# Les Tueurs (nouvelle)
 (novembre 2024).
Si vous disposez d'ouvrages ou d'articles de référence ou si vous connaissez des sites web de qualité traitant du thème abordé ici, merci de compléter l'article en donnant les références utiles à sa vérifiabilité et en les liant à la section « Notes et références ».
 (novembre 2024).
Pour les articles homonymes, voir Les Tueurs et Killers.
Les Tueurs (The Killers) est une nouvelle d'Ernest Hemingway publiée pour la première fois en 1927 dans le magazine américain Scribner's Magazine. Après cette première parution, elle est reprise dans le recueil de nouvelles Men Without Woman (en) et dans Les Aventures de Nick Adams. 
En France, la nouvelle est incluse dans le recueil Cinquante mille dollars, publié aux Éditions Gallimard en 1928.

## Résumé
Dans les années 1920, un petit restaurant de la banlieue de Chicago reçoit la visite de Max et Al, deux hommes qui se révèlent être des tueurs. Ils menacent, puis ligotent George, le serveur, Sam, le cuisinier noir, et Nick Adams (un personnage récurrent de plusieurs nouvelles d'Hemingway). Max révèle bientôt à George que lui et Al ont reçu le contrat de tuer Ole Andreson, un boxeur suédois, et qu'ils ont appris que leur victime fréquente régulièrement le restaurant. Mais, ce soir-là, Andreson ne se présente pas, et les deux tueurs repartent bredouilles. Après le départ des malfrats, George envoie Nick avertir Andreson à propos des deux tueurs. Nick trouve Andreson étendu sur son lit, tout habillé. Bien qu'il lui explique clairement la situation, Nick constate que le Suédois ne réagit pas : est-il terrorisé, indifférent ou défaitiste ? Devant le mutisme d'Andreson, Nick prend conscience surtout de l'inutilité de sa démarche. Aussi retourne-t-il au restaurant. Devant l'apathie de George lui-même, quand il l'informe de l'absence de réaction d'Andreson, il prend la décision de tout laisser tomber et de quitter la ville.

## Contexte historique
Les Tueurs a été écrit dans les années 1920, quand le crime organisé lié à la prohibition connaissait son âge d'or. Chicago était le terrain de jeu d'Al Capone, mais aussi une ville dans laquelle Hemingway avait passé du temps. Lorsque la ville est devenue trop dangereuse pour la pègre, ils se sont repliés sur la banlieue de Summit, qui est le lieu où se passe l'histoire de la nouvelle. Peu de temps avant que cette histoire soit écrite, la mafia de Chicago avait ordonné le meurtre d'un boxeur populaire à l'époque, Andre Anderson. Son tueur, Leo Mongoven, parti en cavale après le meurtre qui a eu lieu en 1926, a été capturé après une collision qui mena à la mort d'un banquier et de sa femme en 1927. 
Malgré les connaissances d'Hemingway en terme de crime organisé, il occulta une grande partie du background de l'histoire. Hemingway lui-même disait « cette histoire a probablement plus de détails oubliés que toutes celles que j'ai écrites, j'ai exclu tout Chicago, ce qui est difficile en 2 951 mots ».
Cette histoire inclut plusieurs fois le mot « nègre » lors des descriptions du cuisinier à la fois dans les dialogues des personnages et dans la narration à la troisième personne. Le cuisinier, Sam, est uniquement dans cette scène même s'il est mentionné dans la scène qui suit.

## Adaptations

### Au cinéma
La nouvelle a été adaptée à de multiples reprises au cinéma :
- 1946 : Les Tueurs (The Killers), film américain réalisé par Robert Siodmak, avec Burt Lancaster et Ava Gardner
- 1956 : Les Tueurs, court métrage soviétique réalisé par Andreï Tarkovski
- 1964 : À bout portant (The Killers), film américain réalisé par Don Siegel, avec Lee Marvin, Angie Dickinson et John Cassavetes
- 1991 : Un lugar limpio y bien iluminado, court métrage italien réalisé par Mariano Bartolomeu, scénario adaptant les récits de deux nouvelles d'Hemingway : Les Tueurs et Un endroit propre et bien éclairé
- 1998 : The Killers, court métrage américain réalisé par Todd Huskisson
- 2006 : Los asesinos, court métrage espagnol réalisé par Edu Moyano
- 2006 : Killarna - en far og seks syv brødre, court métrage danois réalisé par Johannes Trägårdh Jensen
- 2007 : Bokser ide u raj, court métrage serbe réalisé par Nikola Lezaic
- 2009 : Los asesinos, court métrage argentin réalisé par Juan Fernández Gebauer
- 2009 : The Killers, court métrage américain réalisé par Joshua Riehl
- 2013 : The Killers, court métrage américain réalisé par Alex Chikov
- 2013 : The Killers, court métrage bosniaque réalisé par Nidal Magrabi
- 2014 : Vrasësit, court métrage albanais réalisé par Ergys Meta

### À la télévision et à la radio
- 1955 : The Killer (sic), épisode 37, saison 6 de la série télévisée Robert Montgomery Presents (en), avec Luther Adler et Harry Bellaver
- 1955 : Les tueurs, réalisé par Pierre-Christian Renard, adapté par Raymond Rouleau, diffusé le 23 octobre 1955 sur le Poste National et le 3 juillet 1961 sur France III à l'occasion du décès de l'écrivain, avec Raymond Rouleau et Gérard Oury
- 1959 : The Killers, épisode 1, saison 1 de la série télévisée Buick-Electra Playhouse (en), réalisé par Tom Donovan, avec Diane Baker, Dane Clark et Glenda Farrell

## Varia
- Les historiens possèdent des documents montrant que le titre de travail d'Hemingway était « The Matadors » et basé sur une histoire précoce "A Matter of Colour"[SS 2].
- Des sources indiquent que l'écrivain aurait reçu $200 pour la nouvelle.
- La nouvelle a donné son nom au groupe de musique américain The Killers.
- Un parallèle peut être fait entre cette nouvelle et le film Pulp Fiction.

## Éditions
La nouvelle originale The Killers d'Ernest Hemingway se retrouve dans deux recueils :
- Men Without Women, New York : Simon & Schuster, 1927
- The Nick Adams Stories, , New York : Simon & Schuster, 1972

En français, elle apparaît dans quatre recueils :
- Cinquante mille dollars (Fifty Grand), traduit de l'anglais, Paris : Gallimard, 1928
- Les Aventures de Nick Adams, traduit de l'anglais, Paris : Gallimard, 1972
- Dépression en Amérique, La Pléiade, II : Gallimard, 1990 [1969]
- Nouvelles complètes, traduit de l'anglais, Paris : Gallimard, coll. « Quarto », 1999

Elle a en outre été tirée à part et jointe à l'édition DVD de la version de Robert Siodmak par Carlotta Films (2007). Cette même édition comprend un DVD de bonus où figure le court-métrage de Tarkovski.

## Peinture
La nouvelle d'Hemingway a été citée comme source d'inspiration pour le célèbre tableau Nighthawks d'Edward Hooper,.

### Sources
1. ↑  (en) Leigh Lundin, « Literary Mystery », The Killers, Durban, SleuthSayers, 23 décembre 2012
2. ↑  (en) Leigh Lundin, « Hemingway Punchline », A Matter of Colour, Durban, SleuthSayers, 6 janvier 2013